# Hyacinth
Ne doit pas être confondu avec Hyacinthe.
Singles de Aya Matsuura
Kiseki no Kaori Dance.
(2004) Your Song: Seishun Sensei
(2004)
Hyacinth (風信子（ヒヤシンス）) est le 13e single de Aya Matsuura, sorti le 10 mars 2004 au Japon sous le label Zetima, dans le cadre du Hello! Project.

## Présentation
Il atteint la 7e place du classement de l'Oricon. Il se vend à 30 133 exemplaires la première semaine, et reste classé pendant 13 semaines, pour un total de 56 400 exemplaires vendus. Contrairement à ses autres singles, il ne sort pas également dans une édition limitée ni en format "Single V" (DVD).
C'est son premier single à ne pas être écrit et composé par Tsunku, mais par le chanteur-auteur-compositeur Shinji Tanimura. C'est aussi le premier à contenir trois chansons différentes, en plus de la version instrumentale. La chanson-titre du single sert de thème de fin à une émission télévisée, et figurera uniquement sur la compilation Aya Matsuura Best 1 de 2005.

## Liste des titres
Toutes les chansons sont écrites et composées par Shinji Tanimura.
| 1. | Hyacinth (風信子（ヒヤシンス）)                               | Hisamasa Kojima    | 4:39 |
| 2. | Aitakute (逢いたくて)                                         | Shouichirou Hirata | 4:10 |
| 3. | Hatsukoi (初恋)                                               | Hisamasa Kojima    | 4:57 |
| 4. | Hyacinth (Instrumental) (風信子（ヒヤシンス） (Instrumental)) | Hisamasa Kojima    | 4:39 |

## Interprétations à la télévision
- Pop Jam (2004.03.06)
- Hey! Hey! Hey! Music Champ (2004.03.08)
- AX MUSIC-TV (2004.03.11)
- Utaban (2004.03.18)
- Inaka ni Tomaro (2004.03.28)
- Hey! Hey! Hey! Music Champ (2004.04.05)
- Bokura no Ongaku (2004.04.17)
- Domoto Kyoudai (2004.04.25)